# František Huf
František Huf (ur. 1981 w Ołomuńcu) – czeski kulturysta, model i aktor pornograficzny.

## Życiorys

### Kariera sportowa
W 2002 zyskał tytuł Mistrza Świata w kulturystyce wagowej do 80 kg. W 2005 roku zdobył nagrodę Grand Prix Fitness Nutrend. Często trenował z Mariánem Čambálem.

### Kariera w branży pornograficznej
Krótko występował w gejowskich filmach pornograficznych, współpracował z reżyserem Janem Novákem (pod pseudonimem Boris Tomek) i Williamem Higginsem (nazywanym Bebe). Podobnie jak Mario Sarda brał udział w produkcjach studia Bel Ami, a później pojawił się w filmie Out at Last 3: Cocktails (2003).

### Życie prywatne
Zamieszkał w Horka nad Moravou. 3 czerwca 2006 roku poślubił Janę, z którą ma syna Samuela Františka.

## Osiągnięcia w kulturystyce
- 1997 – 1. miejsce w Mistrzostwach Czech młodszych nastolatków
- 1998 – 1. miejsce w Międzynarodowych Mistrzostwach Moraw i Śląska nastolatków
- 1998 – 1. miejsce w Mistrzostwach Czech nastolatków
- 1999 – 1. miejsce w Międzynarodowych Mistrzostwach Moraw i Śląska nastolatków
- 1999 – 1. miejsce w Mistrzostwach Czech
- 1999 – 1. miejsce w Mistrzostwach Juniorów w Republice Czeskiej
- 2001 – 1. miejsce na Mistrzostwach Świata Juniorów w Hiszpanii
- 2002 – 1. miejsce w mistrzostwach Czech Juniorów w Jaroměřze
- 2003 – transfer między męską kategorią
- 2005 – 1. miejsce Mr. + absolutny zwycięzca Grand Prix Nutrend
- 2007 – 3. miejsce na Mistrzostwach Europy w Azerbejdżanie
- 2007 – 1. miejsce w Mr. Grand Prix Vyškov
- 2007 – 1. miejsce w Mr. Grand Prix Opava
- 2007 – 1. miejsce + absolutny zwycięzca pucharu w Pradze
- 2007 – 3. miejsce na Mistrzostwach Świata w Hiszpanii
- 2008 – 1. miejsce w mistrzostwach Czech w kategorii kulturystyka klasyczna do 175 cm
- 2008 – 1. miejsce na Mistrzostwach Europy w Hiszpanii w kategorii kulturystyka klasyczna do 175 cm
- 2009 – 1. miejsce w kategorii wagowej do 82,5 kg w Międzynarodowych Mistrzostwach Moraw i Śląska w Zbýšovie
- 2009 – absolutny Mr. Czech w kulturystyce (Mistrzostwa Igławy)
- 2013 – 1. miejsce w Międzynarodowych Mistrzostwach Moraw i Śląska w Zbýšovie
- 2013 – absolutny Mr. Czech w Pradze
- 2015 – 1. miejsce w Międzynarodowych Mistrzostwach Moraw i Śląska w Ostrawie
- 2015 – 1. miejsce na Mistrzostwach Czech – Blansko